# Claude Dominique Napias
Pour les articles homonymes, voir Napias.
Claude Dominique Napias, ou Napias-Piquet (Romilly-sur-Seine, 22 octobre 1813 – Paris, 23 mai 1871), est un militant socialiste français et membre de la Commune de Paris.

## Biographie
Claude Dominique Napias est un notaire socialiste qui convertit en 1849, avec son frère Louis-Marie, le château et le terrain de Saint-Just, dans l'Aube, hérité de ses parents, en colonie agricole et industrielle. Les autorités locales, considérant cette initiative comme une source dangereuse de propagande politique, ont réussi à exproprier les deux frères de leurs biens.
Installé à Paris, il installe une fabrique de métiers à tisser de sa propre invention. Anti-bonapartiste, il est condamné après le coup d'État de Louis Bonaparte et gracié en 1853. Membre de la Première Internationale, lors du siège de Paris en 1870, fonda la Ligue républicaine de la défense nationale à outrance, signa l'Affiche rouge avec la demande de démission du gouvernement et l'établissement de la Commune, et fut élu au Comité central des vingt arrondissements municipaux. Candidat à la mairie du 1er arrondissement aux élections du 26 mars, il n'a pas été élu.
Pendant la Semaine sanglante, il est fait prisonnier par les troupes de Thiers qui l'exécutent sommairement rue de Rivoli, au coin de la rue du Louvre : « son corps y resta abandonné toute la journée, non sans que les soldats l'aient libéré de ses chaussures ».